# Voivodato della Podlachia
Il voivodato della Podlachia (in polacco Województwo Podlaskie) è uno dei 16 voivodati della Polonia. Si trova nell'estremo nord-est del Paese ed esattamente nel centro dell'Europa. Confina con il voivodato della Masovia a ovest, il voivodato della Varmia-Masuria a nord-ovest, quello di Lublino a sud, con la Bielorussia e est e la Lituania a nord-est. Il capoluogo è Białystok.
È stato creato il 1º gennaio 1999 unendo i precedenti voivodati di Białystok e di Łomża e parte del voivodato di Suwałki. Il nome del voivodato riprende il nome storico e tradizionale della regione (Podlachia) e richiama il voivodato della Podlachia esistito al tempo della Confederazione polacco-lituana (1569-1795).

## Geografia fisica

### Morfologia del territorio
Il paesaggio è stato modellato dalla glaciazione del mar Baltico. Ne sono una testimonianza le colline, il distretto dei laghi di Sandrowy, la pianura centrale e meridionale. In superficie predominano sabbia, ghiaia, argilla e morene, lungo le valli e i bacini fluviali.

## Economia

### Agricoltura
Il terreno seminativo costituisce circa il 60% della superficie totale della regione, la maggior parte della quale viene destinata a pascoli. Sono registrate più di 120.000 aziende, di cui la metà sono piccole fattorie di 1-5 ettari o aziende di medie dimensioni di 5-10 ha. Le tenute più piccole preferiscono una produzione intensiva (frutteti), mentre quelle più grandi si occupano di bestiame e di ortaggi. La bovinicoltura è principalmente orientata alla produzione di latte. Le condizioni naturali della regione favoriscono lo sviluppo dell'agricoltura biologica.

## Geografia antropica

### Suddivisioni amministrative
Il voivodato della Podlachia è composto da 3 città (distretti urbani indipendenti) che sono Białystok, Łomża e Suwałki, e 14 distretti che sono:
1. Distretto di Augustów
2. Distretto di Białystok
3. Distretto di Bielsk
4. Distretto di Grajewo
5. Distretto di Hajnówka
6. Distretto di Kolno
7. Distretto di Łomża
8. Distretto di Mońki
9. Distretto di Sejny
10. Distretto di Siemiatycze
11. Distretto di Sokółka
12. Distretto di Suwałki
13. Distretto di Wysokie Mazowieckie
14. Distretto di Zambrów

Ogni distretto è a sua volta diviso in comuni con le sue frazioni. Per esempio nel distretto di Zambrów ci sono i comuni di Zambrów, Rutki-Kossaki, Kołaki Kościelne e Szumowo.

## Ambiente
Le vaste foreste (di Białowieża, Augustów, Knyszyń, Kurpiowska), alcune delle quali sono le sole in Europa ad aver mantenuto il loro carattere originario, costituiscono una ricchezza unica per la flora e la fauna, estremamente diversificate. I visitatori possono anche vedere alci, lupi, linci e bisonti.
Tra i voivodati polacchi quello della Podlachia ha la più bassa densità di popolazione, e la sua natura in gran parte incontaminata è uno dei suoi punti di forza. È area protetta circa il 30% della superficie del suolo.
Oltre alla riserva della biosfera della Foresta di Białowieża (dichiarata dall'UNESCO patrimonio mondiale), ci sono quattro parchi nazionali (di Białowieża, dei fiumi Biebrza e Narew e del lago Wigry), tre parchi paesaggistici (di Łomża, Suwałki e della Foresta di Knyszyń), 88 riserve naturali e 15 aree protette.

## Particolarità della popolazione

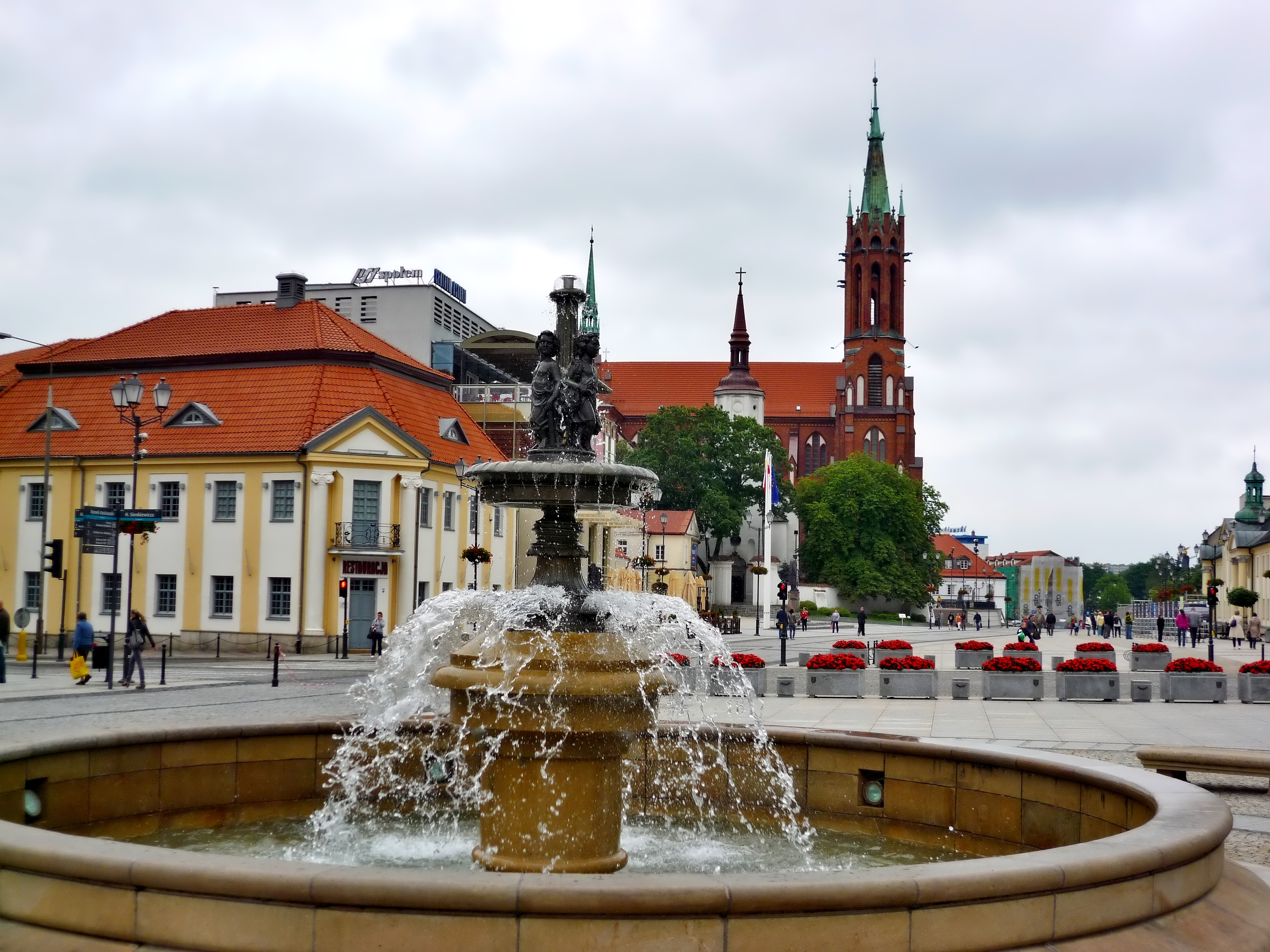
Cattedrale di Białystok sullo sfondo e fontana nella Piazza del Mercato

Il voivodato della Podlachia è un crogiolo di culture (polacca, bielorussa, ucraina e lituana) indicativo dei limiti territoriali di diverse etnie. A est della regione si trovano territori di cultura polacca che a tutt'oggi sono parti integranti dell'Ucraina, della Bielorussia e della Lituania. Le lingue parlate dagli abitanti sono principalmente il polacco e il ruteno, mentre il lituano viene parlato da una minoranza (comunque compatta) nel distretto di Sejny. Le proiezioni demografiche più aggiornate registrano un decremento della popolazione del voivodato. Si stima che nei prossimi 26 anni questa si ridurrà di 117.000 unità a causa dell'invecchiamento.